# Doboșeni
Doboșeni (węg. Székelyszáldobos) – wieś w Rumunii, w okręgu Covasna, w gminie Brăduț. W 2011 roku liczyła 2001 mieszkańców.